# 生稲和利
生稲和利（いくいな かずとし、1954年2月23日 - ）は、東京都出身の元プロボウラー。

## 来歴
1980年に19期としてプロデビュー、ライセンスNo466。2015年にライセンス返上。1996年ボウリングユニフォームや大判印刷のオリジナルプリントショップを開業。

## 人物データ
生年月日1954年2月23日
出身地東京都
体重52kg
活動エリア
利き腕右投げ
プロ入り1980年・19期
公認パーフェクト1回